# Технічний арсенал айкідо
Технічний арсенал айкідо складається з кількох складових:

## Стійки
В айкідо застосовується поріняно небагато різновидів стійок камае (яп. 構え). Так основна стійка при роботі без зброї　ханмі　(яп. 半身). Вона буває лівостороння та правостороння. При роботі в парі розглядають також парну односторонню стійку ай-ханмі (яп. 相半身, обидва айкидоки перебувають чи в лівосторонній чи в правосторонній стійці одночасно) і парну протилежну ґяку ханмі (逆半身, айкидоки знаходяться в різних стійках).
При роботі зі зброєю використовується два різновиди стійок:
- Кенґамае (яп. 剣構え)  — стійка з мечем (боккеном);
- Цукі-но-камае (яп. 突きの構え)  — стійка з дзьо.

## Пересування
Існує декілька різновидів пересувань:
- Тенкай (яп. 転回)  — поворот (на місці) на 180 градусів;
- Тенкан (яп. 転換)  — пересування на один крок з поворотом на 180 градусів;
- Тай сабакі (яп. 体捌き)  — пересування на два кроки з поворотом на 180 градусів;
- Сікко (яп. 膝行)  — пересування вперед та назад в положенні сидячи на колінах (2 варіанта).

## Страховки (укемі)
- Мае укемі (яп. 前受身)  — перекид уперед;
- Усіро укемі (яп. 後受身)  — перекид назад;
- Йоко укемі (яп. 横受身)  — перекид боком.

Арсенал технічних прийомів можна поділити на такі підрозділи:

## Прийоми без зброї
Техніка прийомів без зброї тайдзюцу (яп. 体術) складається з наступних елементів:

### Захвати
У багатьох школах новачки частіше починають практичні заняття з сильних захватів торі (яп. 取り). Вони безпечніші, простіші у виконанні та регулюванні сили, ніж удари. Деякі захвати застосовуваються проти озброєного супротивника. Крім них вивчається також техніка вивільнення від них.
- Катате-торі (яп. 片手取り) — захват передпліччя однією рукою;
- Рьоте-торі (яп. 両手取り) або рьокатате-дорі (яп. 両片手取り) — захват обох предпліччь двома руками;
- Мороте-торі (яп. 諸手取り) — захват передпліччя двома руками;
- Соде-торі (яп. 袖取り) — захват однією рукою за лікоть;
- Соде-уті торі (яп. 袖打ち) — захват однією рукою за край рукава;
- Муне-торі (яп. 胸取り) або ері торі (яп. 襟取り) — захват грудного вороту одягу однією рукою;
- Ката-торі (яп. 肩取り) — захват плеча однією рукою;
- Рьоката-торі (яп. 両肩取り) — захват обох пліч двома руками;
- Усіро рьоте-торі (яп. 後両手取り) — захват обох передпліч двома руками ззаду;
- Усіро рьоката-торі (яп. 後両肩取り) — захват обох пліч двома руками ззаду;
- Усіро кубі-сіме (яп. 後首絞め) — удушення однією рукою ззаду та захват передпліччя другою;
- Усіро ері-торі (яп. 後襟取り) — захват ворот одягу однією рукою ззаду.

### Удари
Вивченню атак (яп. 当て身, атемі) в айкідо не приділяється стільки уваги, як скажімо в карате. Удари вивчаються
здебільшого для того, щоб айкідока міг правильно і ефективно застосовувати техніки нейтралізації
нападу.
Удари групи уті(яп. 打ち) в айкідо походять від рублячих атак із застосуванням зброї і при їх виконанні використовується техніка «рука — меч», яка імітує рубаючі рухи з мечем. Також використовується група ударів цукі(яп. 突き), що походять від тичкових атак мечем або ножем. Удари здебільшого наносяться в верхню частину тулуба.
- Сьомен уті (яп. 正面打ち) — рубаючий удар по голові згори «рукою — мечем»;
- Мен уті (яп. 面打ち)   — удар в обличчя знизу до гори;
- Йокомен уті (яп. 横面打ち) — рубаючий удар по голові зліва або справа «рукою — мечем» з відходом з лінії атаки;
- Цукі — прямий удар кулаком:

- Дзьодан цукі (яп. 上段突き) — удар у верхню частину корпусу;
- Ґанмен цукі (яп. 顔面突き) — удар в обличчя;
- Тюдан цукі (яп. 中段突き) — удар у середню частину корпусу;
- Тьоку цукі (яп. 直突き) — прямий удар;
- Муне цукі (яп. 胸突き) — удар у груди;
- Ґедан цукі (яп. 下段突き) — удар у нижню частину корпусу;

Використовуються також змішані техніки, тобто комбінації «захват-удар».
Наприклад:
- Ката торі мен уті — захват плеча з ударом в обличчя.
- Муне торі мен уті — захват за вилогу кімоно однією рукою з ударом в обличчя іншою.

### Основні технічні прийоми
Далі перелічені основні техніки. Потрібно відзначити, що в різних школах терміни можуть різниться. Тут наведені лише назви, що використовуються в Айкікай.
Потрібно також відзначити, що найменування перших п'яти методів в числовому порядку може не відповідати порядку їх викладання.

#### Контролі
- Перший контроль (яп. 一教 іккьо) — цей контроль виконується захватом однією рукою за лікоть, а іншою за

зап'ясток уке і дією за допомогою цього важіля на плече. Крім того може проводитись больова дія на локтьовий нерв.
- Другий контроль (яп. 二教нікьо) — цей контроль виконується через больову дію скручуванням запьястка.
- Третій контроль (яп. 三教санкьо) — цей контроль виконується через дію на зап'ясток і через нього на лікоть і плече

зкручуванням і підійманням.
- Четвертий контроль (яп. 四教йонкьо) — техніка, що контролює плече подібно іккьо, але предпліччя утримується двома руками.

Больова дія виконується на радіальний нерв.
- П'ятий контроль (яп. 五教ґокьо) — варіант іккьо, в якому рука, що захоплює зап'ясток інвертована. Застосовується проти озброєного партнера.

#### Кидки
- Коте-ґаесі (яп. 小手返し викручування зап'ястка)
- Ірімі-наґе (яп. 入り身投げ кидок з входом)
- Сіхо-наґе (яп. 四方投げ кидок на чотири сторони)
- Кайтен-наґе (яп. 回転投げкидок поворотом)
- Косі-наґе (яп. 腰投げ кидок через стегно)
- Тенті-наґе (яп. 天地投げ кидок небо-земля)
- Кокю-наґе (яп. 呼吸投げ кидок диханням)
- Айкі-наґе (кидок взаємної гармонії)
- Уде-кіме-наґе
- Хідзі-кімі-осае

Існують також дві форми виконання багатьох з перелічених технік:
- Омоте (яп. 表) — перед партнером;
- Ура (яп. 裏) — за спину партнеру.

Техніки також виконуються з різних положень. Це уточнюється поняттям ваза:
- Суварі ваза — техніка, що виконується в положенні сидячи;
- Таті ваза — техніка, що виконується в положенні стоячи.

Повна назва техніки формується наступним чином:

(положення виконання (ваза)) (назва стійки) (назва захвату чи атаки) (назва прийому) (форма виконання прийому)
Наприклад: таті ваза ай ханмі катате торі іккьо омоте.
Деякі елементи можуть бути пропущені. Наприклад в таті ваза, як що це не уточнюється, мається на увазі стійка ґіяку ханмі тощо.
Для досвідчених айкідок існують також техніки протидії кільком нападникам одразу. Вони мають назву рендорі (яп. 乱取り).

## Прийоми зі зброєю
Традиційною зброєю в айкідо є дерев'яний шест (дзьо), дерев'яний меч (боккен) і ніж (танто). Деякі школи сьогодні відпрацьовують також прийоми обеззброювання противника, що має вогнепальну зброю. Існують певні протиріччя в розумінні місця зброї в айкідо. Деякі школи взагалі не практикують занять зі зброєю. Деякі тренують техніки іайдо, та інших стилів. Інші (наприклад наслідувачі стиля Івама від Сайто Моріхіро) навпаки приділяють роботі зі зброєю значну увагу, вважаючи, що робота з боккеном і дзьо дозволяє швидше і глибше зрозуміти основи технік без зброї.
Без заперечне одне — Уесіба Моріхей багато працював зі зброєю сам і багато чого з тої праці лягло в основу айкідо.
Як приклад наведемо основні технічні дії з боккеном і дзьо, що були розроблені Сайто Моріхіро.

### Айкікен
7 кен субурі:
- Перше субурі — сьомен уті;
- Друге субурі — сьомен уті комі;
- Третє субурі — «меч універсального кі»;
- Четверте субурі — рензоку сьомен уті комі;
- П'яте субурі — ренсоку сьомен уті комі;
- Шосте субурі — сьомен уті цукі;
- Сьоме субурі — мігі сьомен уті хідарі цукі;

Ще є вправи:
- Сіхо гірі (сі — чотири, гірі — напрямок) — удари на чотири сторони;
- Хаппо гірі — удари на вісім сторін.

Для парних занять існують декілька послідовностей, що звуться авассе, кумі таті, та кімусубі но таті.

### Айкідзьо
20 Дзьо субурі:
Цукі — тичкові удари:
- Тьоку цукі;
- Гаесі цукі;
- Усіро цукі;
- Цукі гедан гаесі;
- Цукі дзьодан гаесі уті.

Уті-комі — рублячі удари:
- сьомен уті комі;
- Рензоку сьомен уті комі;
- Менуті гедан гаесі;
- Менуті усіро цукі;
- Гяко йокомен усіро цукі.

Кататэ — рухи однією рукою:
- Катате гедан гаесі;
- Катате тома уті;
- Катате хаті но дзі гаесі.

Хассо — рухи по вісімці:
- Хассо гаесі уті;
- Хассо гаесі цукі;
- Хассо гаесі усіро цукі;
- Хассо гаесі усіро уті;
- Хассо гаесі усіро бараі.

Нагаре гаесі — удари зі зміною напряму:
- Хідарі нагаре гаесі уті;
- Мігі нагаре гаесі цукі.

Також є декілька послідовностей для одного тренуючого: 31 Дзьо ката, 6 Дзьо ката, 13 Дзьо ката.
І декілька послідовностей для двох тренуючих: 31 Кумі дзьо, 10 Кумі дзьо.
Також є рухи дзьо проти меча: 7 Кен тай дзьо.
Крім того існує безліч варіантів і варіацій, що пропонуються різними інструкторами в залежності від їх
вправності та досвіду.